# Landhuis Zeelandia
Landhuis Zeelandia is een voormalig plantagehuis en buitenverblijf voor welgestelde stedelingen in Curaçao.

## De plantage
Op plantage Zeelandia werd zout gewonnen. De zoutpannen waren niet erg belangrijk en werden in het midden van de negentiende eeuw al niet meer genoemd.

## Het landhuis
Landhuis Zeelandia heeft een kruisvormige plattegrond. De delen zijn in twee fasen gebouwd. De gevel en galerijen dateren van het eind van de achttiende eeuw, honderd jaar later zijn twee vleugels aangebouwd. De oorspronkelijk entree bevindt zich aan de westkant, in het midden van het gebouw. In 1966, 1983 en 1999 vonden restauraties plaats.
Aan het eind van de achttiende eeuw was landhuis Zeelandia al een buitenverblijf. Van 1936 tot 1983 was er een tehuis voor ouden van dagen gevestigd. Het grote bijgebouw, dat van 1945 is, huisvestte begin jaren vijftig van de twintigste eeuw een kraamkliniek. In een ander nieuw bijgebouw komt de Rotary wekelijks bijeen. Anno 2024 is de sociale onderneming Green Phenix in een van de bijgebouwen gevestigd. Deze zet zich in voor het recyclen van plastic.

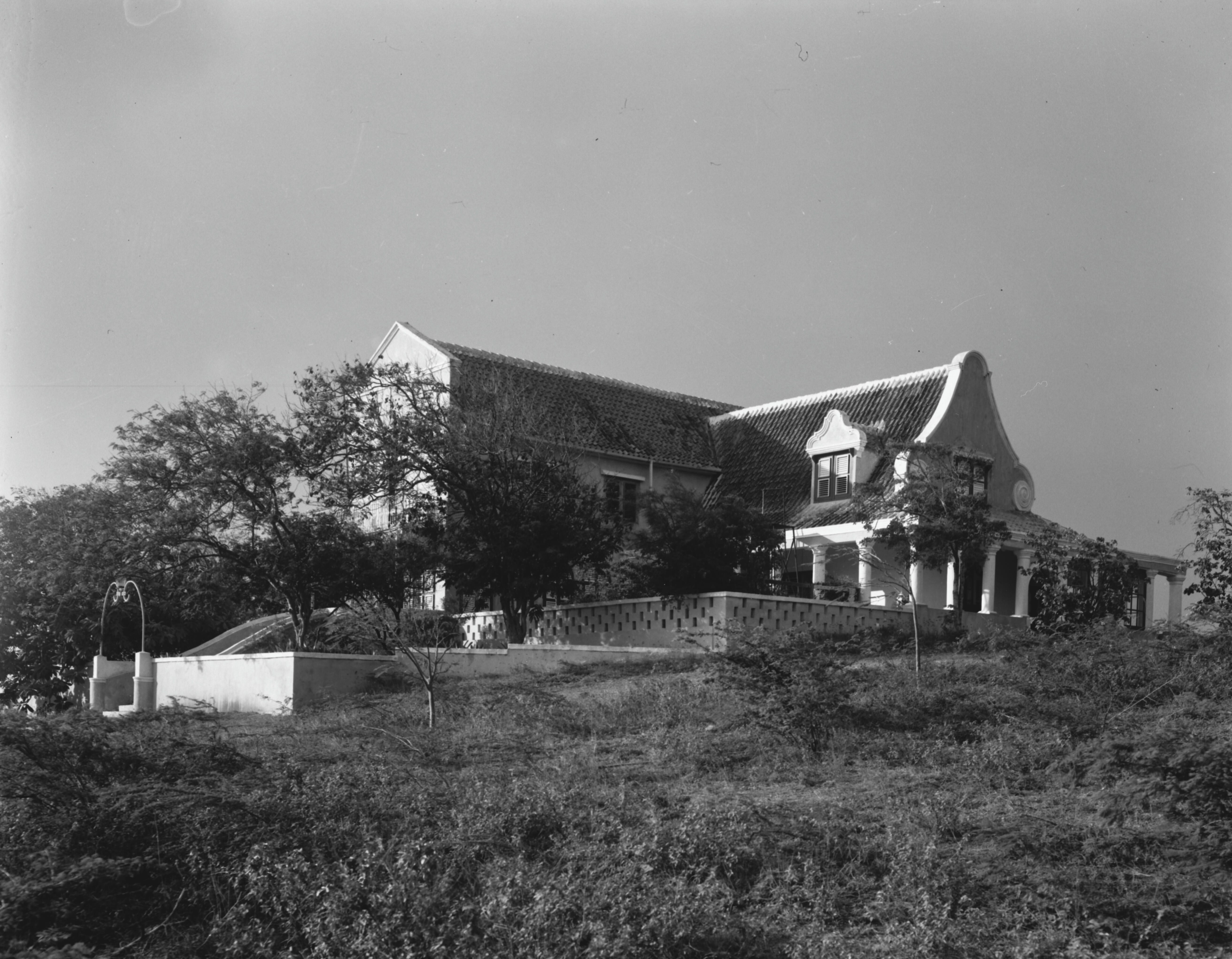
Overzicht (1954)
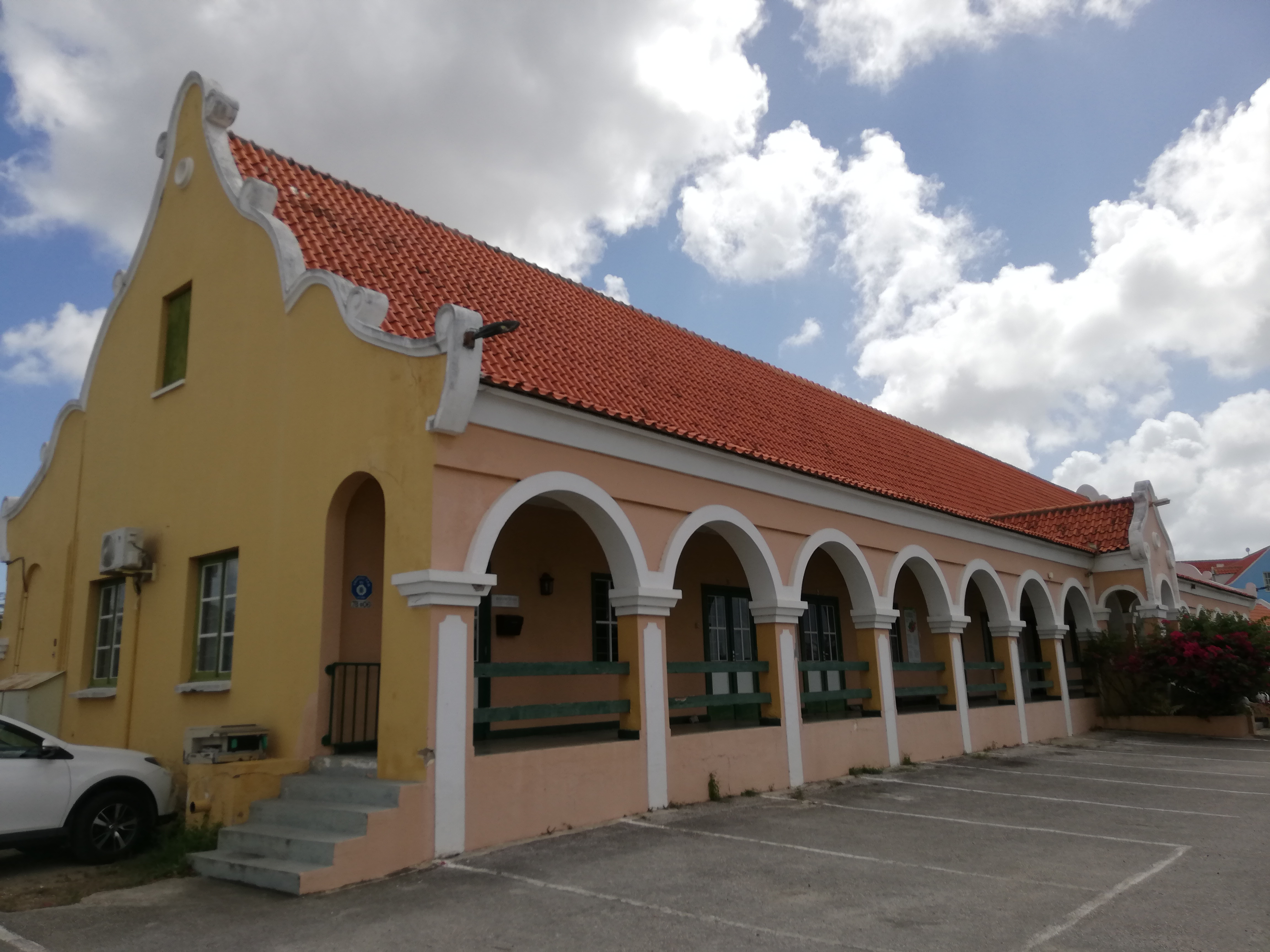
Zijvleugel (2024)
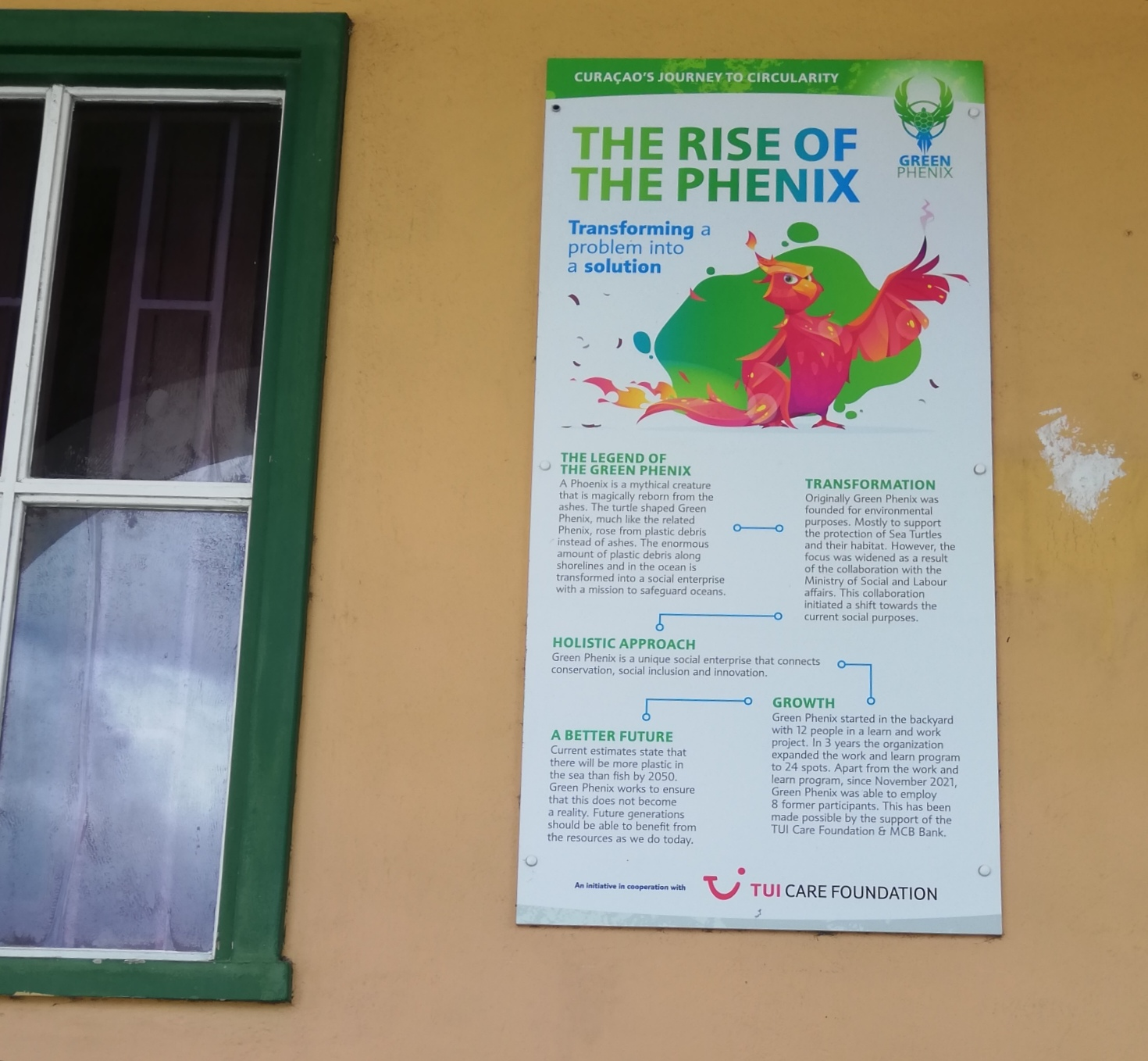
Plaquette The rise of the phenix (2024)